# Общество церковных старост и приходских попечителей города Казани
«Общество церковных старост и приходских попечителей города Казани» (ОЦСПП) — общественно-политическая организация правомонархической (черносотенной) направленности, действовавшая в г.  Казани и  Казанской губернии с декабря 1905 года предположительно по начало 1912 года.

## Создание ОЦСПП
Общество образовано по постановлению состоявшегося 1 (14) (по другим сведениям — 4 /17/) декабря 1905 года в городе Казань собрания более двадцати старост, приходских попечителей и почётных прихожан казанских церквей (В. И. Веселова, Д. С. Войлошникова, Е. Е. Дружинина, З. В. Журавлёва, С. А. Землянова, И. Д. Иванова, А. П. Косых, Г./Е./ П. Отпущенникова, И. С. Перова, А. П. Романова, П. А. Селиванова, Я. С. Смоленцева, Е. Е. Софронова, А. Т. Тихомирнова, П. В. Унженина и других) «для проведения в жизнь мирным путём дарованных Государем Императором великих благодеяний русскому народу и для водворения мира и спокойствия в наше смутное и тяжёлое время».
Инициаторами создания ОЦСПП выступили старосты Боголюбской церкви и Владимирского собора города  Казани купец А. И. Кукарников и потомственный почётный гражданин Л. А. Матвеевский, на квартире которого состоялось первое организационное собрание общества.

## Руководство и управление обществом
Всеми делами ОЦСПП управлял Совет (состоявший из пяти лиц), председателем которого с момента образования общества до своей смерти в апреле 1910 года состоял его главный вдохновитель и идеолог — Андрей Иванович Кукарников (1849—1910), избранный также в ноябре 1906 года председателем Совета Боголюбского (Адмиралтейского) отдела «Союза Русского Народа» (СРН), действовавшего в Адмиралтейской и Ягодной слободах г.  Казани.
В июне 1910 года на пост председателя Совета ОЦСПП был избран Лаврентий Арефьевич Матвеевский, занимавший его до предположительного прекращения деятельности общества в начале 1912 года.
В первый состав Совета ОЦСПП, помимо А. И. Кукарникова, входили ещё три известных в г.  Казани купца — староста  Благовещенского Кафедрального собора г. Казани В. Ф. Булыгин («заступающий место председателя»), староста Тихвинской церкви г.  Казани И. С. Перов и церковный попечитель Е. Е. Софронов (казначей), а также преподаватель Казанской духовной семинарии, член Боголюбского церковно-приходского попечительства А. Г. Калиновский (секретарь).
В некоторых источниках (главным образом, в газетных публикациях) ОЦСПП часто именуется также «старостинской партией» или «старостинским обществом», крайне редко — «союзом истинно-русских людей».

## Издательская деятельность
Своих газет и журналов ОЦСПП не выпускало, ограничиваясь изданием различных листков и прокламаций, которое было возможным во многом благодаря безвозмездной помощи купца-типографа И. С. Перова. Так, по данным самого ОЦСПП, с 5 (18) декабря 1905 года по 25 августа (7 сентября) 1906 года было распространено (в том числе и на юге  Российской Империи В. И. Езелевичем) 153 тысячи экземпляров воззваний и постановлений общества.

## Программные установки
В принятых в декабре 1905 года первом постановлении ОЦСПП и его первом обращении (воззвании), подписанном от имени «Комитета союза истинно-Русских людей», содержался призыв ко всему русскому народу («и первее всех к церковным старостам уездных городов и селений  Казанской губернии») присоединиться к союзу «для охраны Св. Церкви, обожаемого Монарха и правительства для скорейшего и спокойного проведения в жизнь Всемилостивейших  манифестов 17 октября и 3 ноября с.г.».
При этом первоначально общество не конкретизировало свою позицию в отношении установившейся формы государственного правления, а многие его активисты (например, В. Ф. Булыгин, Г./Е./ П. Отпущенников, И. С. Перов, Е. Е. Софронов и другие) совмещали членство в ОЦСПП и в местных умеренно-монархических организациях — «Казанской партии манифеста 17 октября» или казанском губернском отделе «Торгово-промышленной партии».
В последующих документах, отчасти подкорректировавших и конкретизировавших положения первых постановлений, обращений и заявлений ОЦСПП, идеологические установки общества обрели законченную право-монархическую направленность.
ОЦСПП выработало и приняло собственную программу (состоявшую из небольшой преамбулы и трёх основных разделов: «Вера», «Царь» и «Отечество»), где были зафиксированы основные консервативные принципы, которыми общество должно было руководствоваться в своей деятельности: «Православие», «Самодержавие» и «Народность».

### Задачи возрождения церковно-приходской жизни
Главная задача ОЦСПП заключалась в том, чтобы возродить православные церковно-приходские организации и превратить их во всероссийскую «церковно-государственную» единицу (путём изменения системы выборов, которые предлагалось назначить по приходам). «Православной Церкви, — говорилось в первом пункте программы ОЦСПП, — должна принадлежать свобода самоуправления и жизни. Устройство прихода, как правоспособной церковно-гражданской общины, должно быть положено в основание всего церковного и государственного строя».
Приход предлагалось сделать «первою ступенью при голосовании выборных как в местные учреждения, так и в  Государственную Думу». Для этого ОЦСПП намеревалось заручиться поддержкой духовенства, одновременно призывая декоммерциализировать и поставить его деятельность под контроль прихожан. «Нам необходимо, — говорилось в одном из первых обращений общества, — уничтожить в городах и в сёлах плату духовенству за каждую требу отдельно и сбор руги, заменив окладом жалованья; этим мы возвысим в глазах общества духовных особ, как наших духовных пастырей. Вопрос этот нужно бы обсудить совместно с духовенством, и сделать его выборным с условием, что, [если] оно любимо приходом, то не переводить ради повышения и наград, а награждать и повышать на месте служения, согласно ходатайства прихожан».

### Земельный вопрос, рабочее законодательство, самоуправление
Заметное место в программе ОЦСПП отводилось также постановке земельного вопроса и задач повсеместного реформирования самоуправления, участие в котором предлагалось предоставить «всему местному населению на началах всеобщего голосования без различия вероисповедания и национальности». ОЦСПП выступало за принятие законодательства, которое улучшало бы положение российских рабочих «по лучшим образцам законодательства Европы», и акцентировало внимание на необходимости противодействия растущей безработице. Кроме того, общество выдвигало в качестве одного из своих главных требований постепенное введение в стране всеобщего начального образования «на средства местных самоуправлений под контролем и при денежном, если нужно, пособии от Государства».

## Политическая деятельность, численность и состав общества
ОЦСПП выступило с резким осуждением революционной смуты, республиканской формы государственного правления, стачек и забастовок (особенно на железных дорогах, почтах и телеграфах), подчеркнув своё благожелательное отношение к армии, а также призвало всех русских людей (а также старообрядцев и мусульман) собраться по своим приходам (соответственно — по молельным домам и под руководством мулл) и образовать местные комитеты ОЦСПП.
Однако развёрнутая ОЦСПП деятельность по возрождению церковно-приходских организаций и привлечению на свою сторону представителей местного православного духовенства не принесла ожидаемых результатов. Одной из основных причин этого являлось то обстоятельство, что образовавшемуся в декабре 1905 года в противовес ОЦСПП умеренно-монархическому «Союзу пастырей и церковных старост г. Казани» удалось, используя изначальную неопределённость во взглядах общества на целый ряд принципиальных моментов (в том числе на реформирование церкви и общественно-политическую роль духовенства), а также безапелляционно-обличительный тон большинства заявлений ОЦСПП, заручиться поддержкой многих казанских священников и переманить на свою сторону (соответственно — на сторону местных  октябристов, к которым указанный союз присоединился) значительную часть церковных старост.
Согласно данным ОЦСПП, в первый год его существования в ряды общества входили: 29 церковных старост, 17 приходских попечителей (в том числе и 22 из 25-и основателей общества), 74 уполномоченных представителя от 22-х городских казанских приходов, а также «по общественному приговору» — прихожане одиннадцати сёл и семи деревень пяти уездов Казанской губернии, служащие «Усадского имения г-д Журавлёвых» (село Усады Казанского уезда  Казанской губернии) и «Черемышского имения баронессы Буксгевден» (село Черемышево Лаишевского уезда  Казанской губернии). Кроме этого, как свидетельствовал отчёт о деятельности ОЦСПП за первый год его существования, было заявлено желание о присоединении к обществу «разных лиц», подписи которых имелись в Совете ОЦСПП «на восьми листах». В обобщённом виде означенные данные о численности общества в целом соответствуют её оценке, приведённой в рапорте Казанского полицмейстера от 10 (23) октября 1906 года — «до 500 человек».
В число членов ОЦСПП в разное время входили такие известные в Казани предприниматели и купцы, как Ф. С. Гребеньщиков, З. В. Журавлёв, М. П. Зобнин, Г.(Е.) П. Отпущенников, А. М. Петров, Я. С. Смоленцев, Е. Е. Софронов, домовладельцы П. Ф. Мойкин, Д. И. Образцов и несколько казанских священников.
Однако уже к декабря 1907 года численность общества сократилась до 35 человек, а его деятельность стала почти незаметна для окружающих и властей. Даже Казанский полицмейстер А. И. Васильев заявлял в своём рапорте от 4 (17) декабря 1907 года Казанскому губернатору М. В. Стрижевскому о том, что «общество это можно считать распавшимся, так как число [его] членов чрезвычайно уменьшилось, заседаний Совета не было с апреля 1907 года, а общего собрания — более года».
Вместе с тем, ОЦСПП продолжало существовать и далее, главным образом, за счёт деятельности своего руководителя А. И. Кукарникова и заметного общественного влияния представителей руководящего «ядра» общества.

## В союзе с Казанским отделом «Русского собрания»
Благодаря близости программных установок и дружеским контактам многих членов ОЦСПП и возглавлявшегося  А. Т. Соловьёвым  Казанского отдела «Русского собрания» (КОРС), эти две организации в скором времени тесно сблизились, а затем первое, оставаясь формально самостоятельным, превратилось в своего рода «придаток» второго. Председатель совета ОЦСПП А. И. Кукарников состоял членом совета КОРС, активно проявляя себя в деятельности этой организации.
В первое время ОЦСПП также активно сотрудничало с казанским «Царско-народным русским обществом» (КЦНРО), возглавлявшимся профессором  В. Ф. Залеским.
11 (24) марта 1906 года, в числе других выборных от казанских черносотенных организаций, депутация от ОЦСПП, в составе С. Г. Безценова, В. Ф. Булыгина, А. Г. Калиновского, П. В. Кудряшёва, А. И. Кукарникова, Г.(Е.) П. Отпущенникова, И. С. Перова и Я. С. Смоленцева, была представлена в  Царском Селе Императору  Николаю II.
На 3-м  Всероссийском съезде русских людей в г. Киеве 1 — 7 (14 — 20) октября 1906 года. ОЦСПП, одновременно с КОРС, представлял  А. Т. Соловьёв.
В декабре 1906 года было объявлено о вхождении руководителей ОЦСПП, КОРС и  КЦНРО в «Областную Управу Объединённого Русского Народа», ведению которой должны были подлежать все губернии Волжско-Камского края, однако идея её создания так не нашла своего реального воплощения. 4 (17) июля 1907 года на заседании совета КОРС были произведены выборы в «Губернскую Управу Объединённого Русского Народа», в которую, помимо двух представителей КОРС (Ф. С. Гребеньщикова и А. М. Тюфилина), вошли два представителя ОЦСПП (Г./Е./ П. Отпущенников и И. С. Перов).
Во время раскола в право-монархическом лагере ОЦСПП поддержало  А. И. Дубровина и втянулось на стороне КОРС (в составе т. н. «Объединённых монархических обществ и союзов» при КОРС, возглавлявшихся  А. Т. Соловьёвым) в многолетнее противостояние с КЦНРО и казанским губернским отделом СРН, руководимых профессором В. Ф. Залеским, которое обескровило местное правомонархическое (черносотенное) движение.

## Участие в выборах в Государственную Думу
Во время выборов в Государственную Думу первого созыва кандидаты от ОЦСПП были включены в список выборщиков от т. н. «соединённого совета» КЦНРО, КОРС и ОЦСПП, в Государственную Думу второго созыва — в «Список выборщиков в  Государственную Думу от Русских Людей».
На заседании ОЦСПП, КЦНРО и КОРС 26 мая (8 июня) 1906 года (протокол которого был направлен императору  Николаю II) было принято заявление по итогам неудачных для правых монархистов выборов в  Государственную Думу первого созыва от Казани, содержавшее мнение о необходимости выборов в Государственную Думу «приходскими общинами в Храмах Божьих».
«Полагая мужское население нашего Отечества в 75 миллионов лиц и представителей в  Государственную Думу по человеку от 150 тысяч мужчин, — говорилось в нём, — Дума должна составиться из 500 человек всех национальностей, большинство из которых будут Православные русские люди».
В мае 1907 года ОЦСПП направило Императору Николаю II телеграмму с просьбой распустить  Государственную Думу второго созыва и изменить избирательное законодательство.
Одновременно ОЦСПП с консервативных позиций активно выступало с резкой критикой либерально-«обновленческих» настроений в среде православного духовенства, считая, что оно отступает от пастырского служения в угоду корыстным политическим интересам. В заявлении ОЦСПП от 26 мая (8 июня) 1906 года говорилось, в частности: «Большинство народа, сжившееся с понятием, что за него должны думать стоящие во главе народа, мыслило: куда-де нам маленьким людям обсуждать великие Государственные дела, — и дожидались, что им скажут „батюшки“. Нужно, к сожалению, сказать, что не малую услугу этому печальному событию оказало наше белое духовенство, сделавшееся партийным».
Одну из причин пагубного для интересов правомонархического (черносотенного) движения политического «брожения» в умах местного православного духовенства, а также слабости православной миссии среди инородческого населения края, ОЦСПП видело в недостаточной твёрдости и целеустремлённости здешнего епархиального руководства.
Так, сразу после смерти в марте 1908 года архиепископа Казанского и Свияжского Димитрия (Д. И. Самбикина), благоволившего черносотенцам, но не отличавшегося в деле их поддержки особой «напористостью», ОЦСПП обратилось к митрополиту Санкт-Петербургскому и Ладожскому  Антонию (А. В. Вадковскому) с просьбой о содействии к перемещению на вакантную архиепископскую кафедру в г. Казань известного монархического деятеля — архиепископа Волынского  Антония (А. П. Храповицкого) в надежде, что он «укрепит наш край и предотвратит возможность возобладания в нём иноверия и инородчества». Однако призыв этот услышан не был.

## Прекращение деятельности
В последующие годы деятельность ОЦСПП практически «растворилась» в деятельности «Объединённых монархических обществ и союзов» при  КОРС. 13 (26) апреля 1910 года скончался руководитель общества А. И. Кукарников. Избрание в июне 1910 года новым председателем Совета ОЦСПП Л. А. Матвеевского, товарищем председателя И. С. Перова и делопроизводителем  А. Т. Соловьёва видимых изменений в положение общества не внесло.
В скором времени — 1 (14) октября 1910 года — ушёл из жизни ещё один из членов руководства И. С. Перов. В начале 1912 года активисты ОЦСПП Л. А. Матвеевский, В. Ф. Булыгин и Е. Е. Софронов вошли в состав старшин и «кандидатов к ним» «Казанского Русского Национального Клуба», занявшего промежуточное положение между политическими организациями умеренно-монархического и черносотенного лагеря.
Дальнейшие документальные свидетельства о деятельности общества не прослеживаются. Архив ОЦСПП не сохранился.